# Leontien Ceulemans
Pour les articles homonymes, voir Ceulemans.
Leontien Ceulemans, née Johannah Leontina Ceulemans le 8 janvier 1952 à Amsterdam et morte le 28 juillet 2022 à Laren, est une actrice et présentatrice néerlandaise.

## Filmographie

### Cinéma et téléfilms
- 1968 : Joop ter Heul (nl) : Klas
- 1974 : Kamer 17 : Ankie
- 1974-1975 : Swiebertje (nl) : Bella
- 1975 : De holle bolle boom (nl) : Loes
- 1975 : De dwaze lotgevallen van Sherlock Jones (nl) : La serveuse
- 1975 : Oorlogswinter : Erica van Beusekom
- 1977 : Uit de wereld van Guy de Maupassant : La femme
- 1981 : Voorbij, voorbij : Tine
- 1984-1985 : De Poppenkraam (nl) : La nièce
- 1989 : Loos : Els
- 1989 : Simon Winner : La coiffeuse
- 1996-1997 : Goede tijden, slechte tijden : Eveline van Wessem